# Eskei83

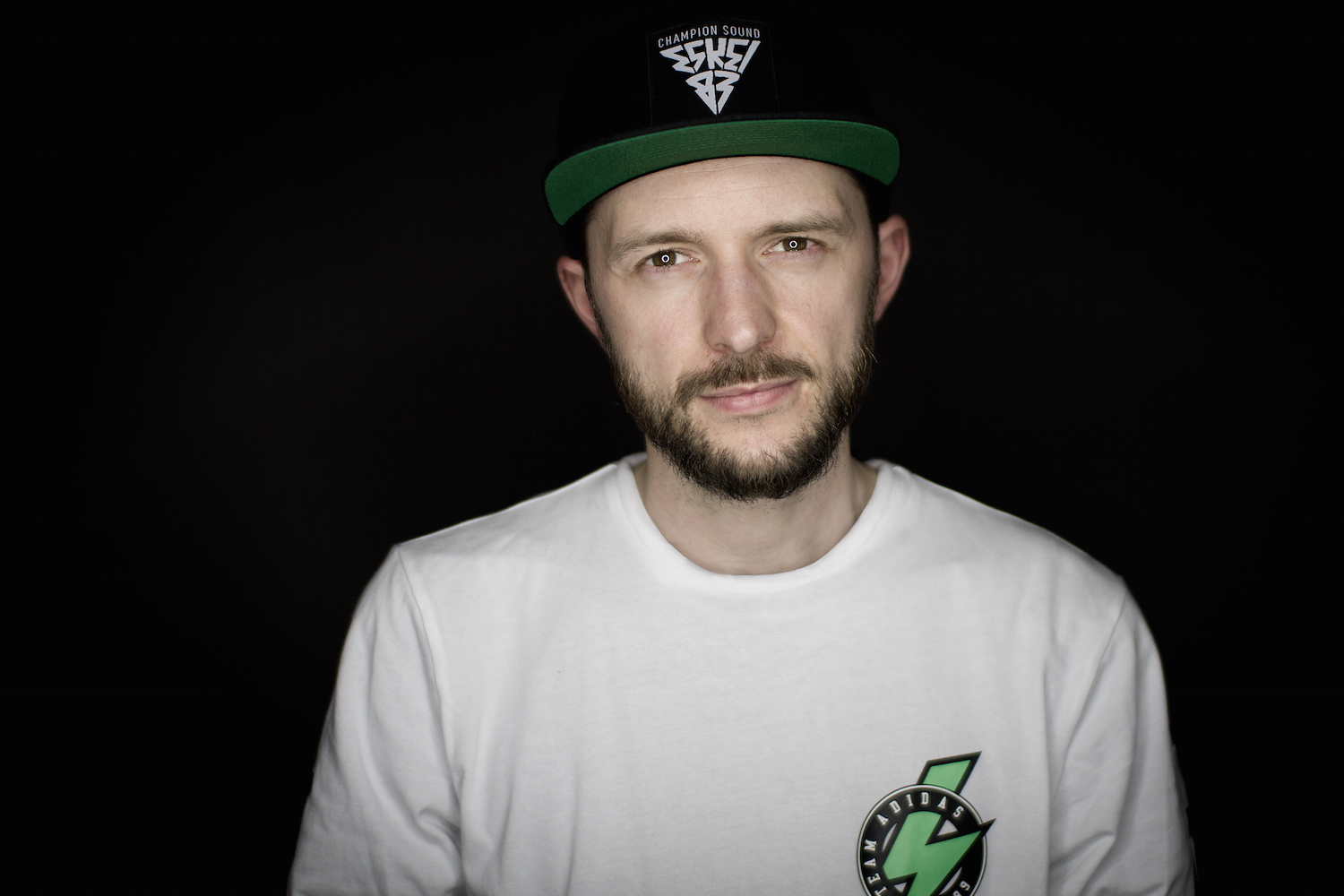
Eskei83

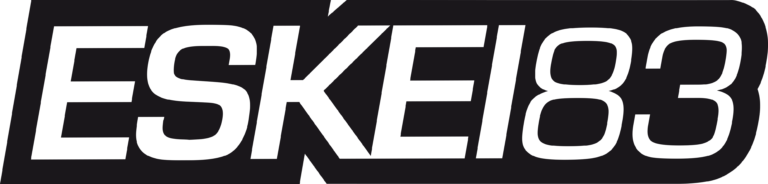
Logo von Eskei83

Eskei83 (bürgerlich Sebastian König; * 29. Dezember 1983) ist ein deutscher Musikproduzent und DJ aus Dresden. Er ist achtfacher DJ Battle Gewinner und Red Bull 3Style World Champion.

## Leben

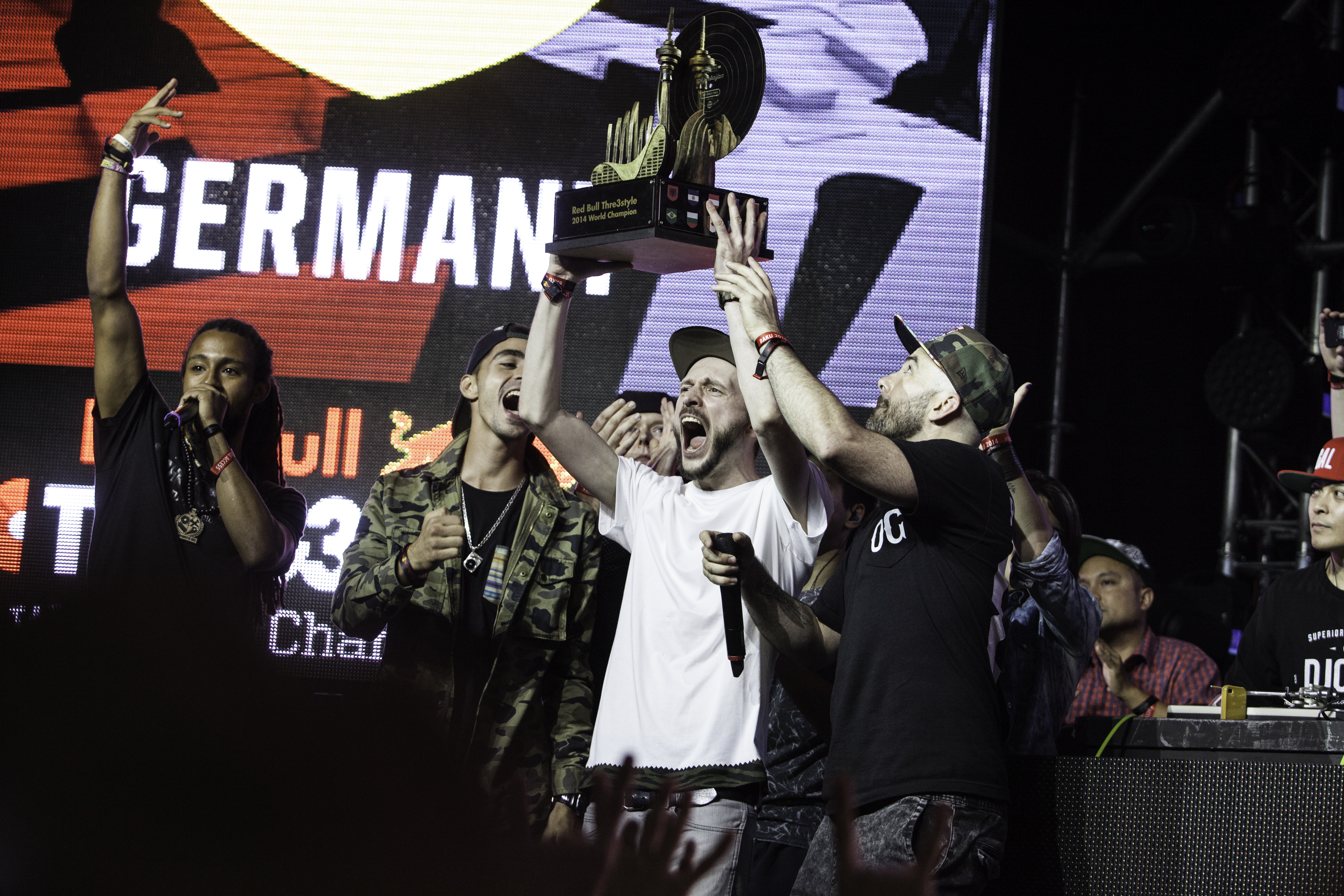
Eskei83 bei den Red Bull 3Style World Finals 2014 in Baku

Sebastian König wuchs in Elstra, einer Kleinstadt nahe Kamenz auf. In der Schule wählte er Musik ab und interessierte sich lieber für Fußball. In seiner Jugend spielte er bei Budissa Bautzen in der Landesliga. Mit dem Aufkommen der HipHop-Szene in Deutschland wuchs auch das Interesse an der Musik. 1998 kaufte er sich sein erstes Equipment und begann zu Hause an eigenen Beats zu arbeiten. Dabei brachte sich König entsprechende Fähigkeiten selbst bei. Seine ersten Auftritte hatte er in Jugendhäusern und kleineren Clubs. Nach dem Abitur zog König nach Dresden, um eine Ausbildung als Mediengestalter zu absolvieren. Seit 2005 ist er hauptberuflich als DJ tätig. Sein Künstlername setzt sich dabei aus den Anfangsbuchstaben von Vor- und Nachnamen sowie seinem Geburtsjahr zusammen.
Im Jahr 2013 nahm König zum ersten Mal am Red Bull Music 3Style teil. Dieser DJ-Contest wird seit 2010 jährlich durchgeführt und zählt zu den wichtigsten weltweit. Er gewann die National Finals und belegte bei den World Finals in Toronto den dritten Platz. Im Folgejahr nahm er erneut an diesem Wettstreit teil und konnte sich nun sowohl auf nationaler als auch auf internationaler Ebene durchsetzen. 2014 gewann er die Weltmeisterschaft in Baku und trägt seitdem den Titel Red Bull Music 3Style World Champion. Dieser Erfolg gelang ihm als erster Deutscher überhaupt. 
Jährlich spielt Eskei83 über 150 Shows. Neben weltweiten Clubshows legt Eskei83 jährlich auf vielen Festivals auf, darunter bei Rock am Ring oder dem Splash! Festival. 
Von 2016 bis 2018 war er der offizielle Tour-DJ der Fantastischen Vier und trat mit ihnen sowohl auf der Vier und jetzt Tour als auch bei zahlreichen Festival-Terminen auf. 2017 war er an der Album-Produktion für Captain Fantastic beteiligt und hat den Titel Das Ist Mein Ding produziert.
Weiterhin gründete er, zusammen mit dem DJ-Duo Drunken Masters, 2014 das Label Crispy Crust Records, auf welchem er viele seiner Produktionen herausbringt. Weitere Künstler des Labels sind u. a. Tropkillaz, Delusion, Karol Tip, Donkong, Ben Esser, Wax Wreckaz und Psychic Pressure.
2021 produzierte Eskei83 die Einlaufmusik für den Fußballverein Dynamo Dresden.

## Diskografie
EPs
- 2015: Get Down - The Remixes
- 2016: Die Fantastischen Vier - Supersense Block Party
- 2019: Make The Record Skip (Remixes)
- 2019: Move Dem Body (Remixes)
- 2020: Going Hard EP
- 2022: Cry

Singles
- 2010: DJ Access feat. Capone N Norega & Eskei83 - Hustle Hard
- 2014: Tun up Di Club (feat. Charly Black)
- 2015: Get Busy
- 2015: Get Down
- 2015: Mojo
- 2016: Fire (feat. Bunji Garlin)
- 2017: Eskei83 & DJ Ride - Hold Up
- 2017: Eskei83 & Snelle Jelle - Step into the Ring
- 2017: Fire Frizzo Remix (feat. Bunji Garlin)
- 2017: Eskei83, Drunken Masters & Gunjah - Rave
- 2018: Eskei83 & Jimmy Pé - Move Dem Body
- 2018: Eskei83 - Make the Record Skip
- 2018: Eskei83 - Ice Cold
- 2018: Eskei83 & Funkanomics - Bandula
- 2019: Eskei83 & Sterio - Back in the Days
- 2020: Eskei83 - Thinkin Bout You
- 2020: Eskei83 & Donkong - Bassline High
- 2020: Eskei83 - G-SH!T
- 2020: ReauBeau & Eskei83 - Get No Better (feat. Dani Senior)
- 2020: Eskei83 & H. Kenneth - Walk Away
- 2020: Eskei83 - What U R
- 2021: The Funk Hunters, Eskei83 & RUSUR - Hit Like
- 2021: Eskei83 & GHOSTER - Ride With Me
- 2021: BLVCK CROWZ & Eskei83 - TAKING IT HIGHER
- 2021: Thugli & Eskei83 - Like This

Mixtapes
- 2007: DJ Access & Eskei83 - The Mixtape Vol.2 pt. 2
- 2018: Eskei83 - Make The Record Skip DJ Mix

Remixes
- 2008: Marsimoto - Todesliste (Eskei83 Remix)
- 2011: Tobias Schulz - Barbaro (Eskei83 Remix)
- 2013: Marsimoto - Grüner Samt (Eskei83 Remix)
- 2013: Casper - Im Ascheregen (Eskei83 Remix)
- 2014: Steve Aoki - Rage The Night Away (Eskei83 Remix)
- 2015: DJ Stylewarz - Heißer als Feuer (Eskei83 Remix)
- 2015: Strandlichter - Lieblingslieder (Eskei83 Remix)
- 2015: Smalltown DJs - My People (Eskei83 Remix)
- 2017: Karol Tip - Drift (Eskei83 Remix)
- 2017: Mama - You Get Me (Eskei83 Remix)
- 2017: Dan Gerous & Tommy Montana - LOTP feat Melloquence (Eskei83 Remix)
- 2018: What So Not - Beautiful feat Winona Oak (Eskei83 Remix)
- 2018: Lexy & K-Paul - peilSCHNARTE feat Enda Gallery (Eskei83 Remix)
- 2018: Jimmy Pé - Joystick (Eskei83 Remix)